# Mario Lanza
Mario Lanza, właśc. Alfredo Arnold Cocozza (ur. 31 stycznia 1921 w Filadelfii, zm. 7 października 1959 w Rzymie) – amerykański tenor liryczny i aktor pochodzenia włoskiego. Gwiazdor hollywoodzki, który odnosił sukcesy w latach 40. i 50. XX wieku.
Jego liryczny tenor był porównywany z Enrico Caruso, którego Lanza zagrał w filmie The Great Caruso (1951). Śpiewał zarówno arie operowe, jak i piosenki. Wylansował dwa wielkie przeboje: „Be My Love” i „Because You're Mine”. Posiada dwie gwiazdy na Hollywoodzkiej Alei Gwiazd: za nagranie muzyczne i za film kinowy.

## Kariera Operowa
Urodził się w Filadelfii w stanie Pensylwania jako Alfredo Arnold Cocozza syn włoskich emigrantów.
W wieku 16 lat zadebiutował w Operze w Filadelfii. Później zwrócił na niego uwagę sławny dyrygent Siergiej Kusewicki, dzięki któremu otrzymał stypendium. Młody Cocozza kształcił się w Berkshire Music Center Tanglewood w Massachusetts.
Wystąpił w roku 1942 w roli Fentona w operze Otto Nicolaiego „Wesołe Kumoszki z Windsoru” (według dramatu Szekspira) po okresie studiów z Borisem Goldovskym i Leonardem Bernsteinem. To wtedy Cocozza przyjął pseudonim  Mario Lanza, które było męską odmianą nazwiska jego matki.
Jego karierę przerwała II wojna światowa, kiedy został powołany do armii USA.
W czasie wojny występował w wojennych przedstawieniach On the Beam i Winged Victory.
Wznowił swoją karierę śpiewaka w październiku 1945 w programie Radio CBS radio Great Moments in Music.
W roku 1948 wystąpił w roli Pinkertona w operze Pucciniego Madame Butterfly na scenie Opery w Nowym Orleanie.

## Kariera filmowa
- That Midnight Kiss (1949)
- The Toast of New Orleans (1950)
- The Great Caruso (1951)
- Serenade (1955)
- Seven Hills of Rome (1958)
- For the First Time (1959)

W roku 1957 przeniósł się do Włoch, gdzie wystąpił w filmie Seven Hills of Rome.
W roku 1958 dokonał operowych nagrań w Operze w Rzymie i w La Scali w Mediolanie.
W roku 1959 doznał ataku serca, w następstwie którego wystąpił zator płucny. Aktor zmarł w Rzymie 7 października 1959.